# Braya fernaldii
Braya fernaldii là một loài thực vật có hoa trong họ Cải. Loài này được Abbe mô tả khoa học đầu tiên năm 1948.